# テル・セル
『テル・セル』（副題：TERRESTRIAL+CELESTRIAL）は、遊行寺たまによる日本の漫画作品。『コミックZERO-SUM』（一迅社）にて、2014年3月号より2016年2月号まで連載された。

## あらすじ
19世紀、ヴィクトリア朝華やぐ時代。山岳国家タルニア＝ウルニボルク王国の王立高等学校に給費生として編入した主人公アステル。世間では貴族たちが力を持っているが、庶民の出自であってもこの学院で天文の知識を身につけ、よい成績を修めればゆくゆくは宮廷で働くことも夢ではない。それゆえ生徒たちは勉学に励むのだが、アステルにはある別の目的があった。

## 登場キャラクター

### 主要登場人物
アステル・パスカリス
本作の主人公。タルニア＝ウルニボルク王立高等学校天文地学科Bクラス。
王立高等天文学校に給費生（全額の授業料を必要としないかわり、雑用などをこなす係）として編入する。身につけている　マフラーの中に投石機が仕込まれており、それを用いて飴の缶を狙った場所に的中させるなどの技術を持っている。
体力を使う事は苦手で階段を上って息を切らしたり、学院のある山の麓でへばっていたりした。
ユリウス＝光太夫・イェジェク
タルニア＝ウルニボルク王立高等学校天文地学科Bクラス主席。周囲からの信頼がある。アステル曰く、馬鹿力。
プラージュ
アステル同様、編入生のシスター。タルニア＝ウルニボルク王立高等学校天文地学科Bクラス。短気で喧嘩っ早く、編入早々に騒ぎを起こす。

## 書誌情報
- 遊行寺たま『テル・セル』一迅社〈ZERO-SUMコミックス〉、全3巻
  1. 2014年8月25日発売[3]、ISBN 978-4-7580-5950-3
  2. 2015年5月25日発売[4]、ISBN 978-4-7580-3046-5
  3. 2016年2月25日発売[5]、ISBN 978-4-7580-3167-7